# Ostrowiszki
Ostrowiszki (biał. Астравішкі; ros. Островишки) – wieś na Białorusi, w obwodzie witebskim, w rejonie brasławskim, w sielsowiecie Widze.

## Historia
W czasach zaborów ówczesny zaścianek leżał w granicach powiatu nowoaleksandrowskiego Imperium Rosyjskiego.
W latach 1921–1945 wieś leżała w Polsce, w województwie nowogródzkim (od 1926 w województwie wileńskim), w powiecie brasławskim, w gminie Widze.
W Powszechnym Spisie Ludności z 1921 roku nie zamieszczono informacji o liczbie mieszkańców. W 1931 w 12 domach zamieszkiwały 64 osoby.
Miejscowość należała do parafii rzymskokatolickiej w Wasiewiczach. Podlegała pod Sąd Grodzki w Turmoncie i Okręgowy w Wilnie; właściwy urząd pocztowy mieścił się w Widzach.
Do 1959 wieś wchodziła w skład sielsowietu Błażyszki, do 2004 w skład sielsowietu Koziany.